# حي عين موسي
عين موسي حي في الهفوف في المنطقة الشرقية في المملكة العربية السعودية.

## الموقع
يقع حي عين موسي في مدينة الهفوف بمحافظة الأحساء شرق الٳمام محمد عبد الوهاب وشمال طريق العقير، ويقع حي الصالحية في الناحية الغربية منه، وحي البصيرة الناحية الشرقية، فيما يقع حي الروضة في الجزء الجنوبي له.

## المرافق
مسجد حي عين موسى الإمام سالم الدريويز، ومدرسة الإمام الطحاوي الثانوية للبنين، ومسجد عبد الباسط، ومدرسة النجاح الابتدائية، وملعب شعلة البصيرة، ومسجد الٳمام النجدي، ومسجد لطيفه بودي (الاٳمام عبد الرحمن المرابيع )، ومسجد الٳمام صلاح المحيش، ومسجد الٳمام فهيم الوهيب.